# Reacció d'Aufbau

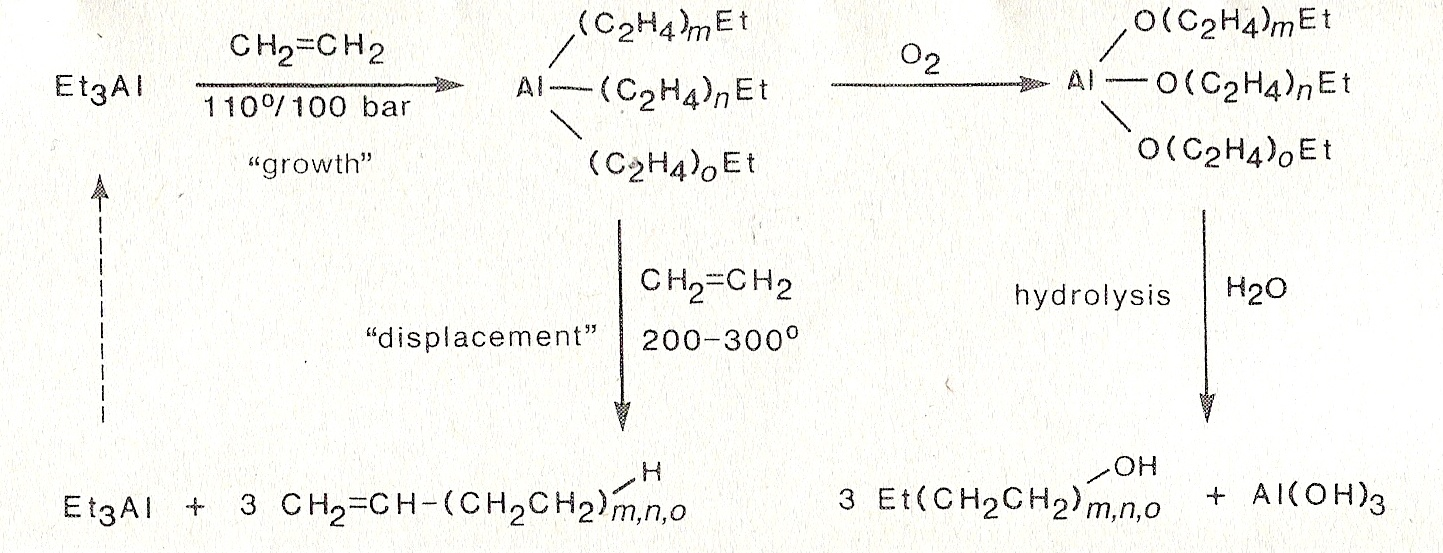
Reacció d'Aufbau

En química orgànica i organometàl·lica, la inserció múltiple d'etilè a l'enllaç Al-C, descoberta per Ziegler, va ser anomenada com la reacció d'Aufbau (reacció de creixement). Aquesta reacció és utilitzada per a produir 1-alquens i alcohols primaris de cadena no ramificada. La seqüència de les insercions pot continuar fins a cadenes de 200 carbonis. El factor limitant d'aquesta reacció però són les reaccions de competència entre les reaccions de creixement i les de desplaçament. Alguns dels productes d'aquest procés, com alguns 1-alcanols de cadena ramificada d'entre 12 i 16 carbonis són molt importants i, els seus sulfats es produeixen en grans quantitats i s'utilitzen com a surfactants biodegradables (ROSO3H).